# 163 (tal)
163 är det naturliga talet som följer 162 och som följs av 164.

## Inom vetenskapen
- 163 Erigone, en asteroid

## Inom matematiken
- 163 är ett udda tal
- 163 är ett primtal
- 163 är ett lyckotal